# محمد أبو الهدى اليعقوبي
محمد أبو الهدى اليعقوبي، عالم دين سني من سوريا، من أصول مغربية.

## مولده ونسبه
ولد في دمشق سنة 1382 هـ الموافق 1963 في عائلة معروفة بالعلم، والده الشيخ إبراهيم اليعقوبي إمام ومدرس في المسجد الأموي وفي جامع درويش باشا وجامع العثمان. ينتهي نسبه إلى مؤسس دولة الأدارسة في المغرب إدريس بن عبد الله بن الحسن المثنى بن الحسن السبط بن علي بن أبي طالب وفاطمة الزهراء بنت الرسول محمد بن عبد الله.

## طلبه للعلم
طلب محمد اليعقوبي العلم على والده منذ صباه ولازمه ملازمة تامة، فابتدأ بحفظ القرآن، ثم قرأ عليه متون عديدة في علم الحديث والمنطق وغيرها. ثم حصل على الثانوية العامة سنة 1980، ثم على الثانوية الشرعية سنة 1982، ثم على الإجازة باللغة العربية من جامعة بيروت العربية، وقد حصل على هذه الشهادات بطريق الدراسة الحرة، فقد كان ملازماً لوالده. كتب له والده عدة إجازات عامة وخاصة، وأجازه مفتي الشام الشيخ محمد أبو اليسر عابدين، ومفتي المالكية السيد محمد المكي الكتاني، والشيخ زين العابدين التونسي، والشيخ عبد العزيز عيون السود، والشيخ محمد صالح الفرفور، والشيخ محمد صالح الخطيب، والشيخ محمد وفا القصاب. وممن أجازه أيضاً أمين الفتوى في لبنان الشيخ مختار العلايلي، وأمين الفتوى في حماة الشيخ محمد صالح النعمان، والشيخ علي البوديلمي من تلمسان، والشيخ محمد الفيتوري حمودة من ليبيا، والشيخ عبد الرحمن الباقر الكتاني من المغرب.

## وظائفه
اشتغل بالخطابة والتدريس في حياة والده، وناب عن والده في الخطابة والتدريس وهو في الخامسة عشرة، وتفرغ بعد وفاته لتدريس العلوم الشرعية لطلاب العلم في المساجد والبيوت والمعاهد الشرعية. والفترة ما بين عامي 1980 و1990 شغل منصب خطيب جامع الطاووسية. ثم ما بين عامي 1983 و1990 عمل مدرساً دينياً في إدارة الإفتاء العام. وبين عامي 1986 و1990 عمل مدرساً للفقه المالكي في معهد الشيخ بدر الدين الحسني.ليعمل بعدها مراجعاً للبحوث في دار الآثار الإسلامية بالكويت. واشتغل باحثاً ومدرساً لآداب اللغة العربية في معهد اللغات الشرقية من جامعة غوطبورغ وإماماً للجمعية الإسلامية.